# Mesure de Dieudonné
La mesure de Dieudonné est un exemple de mesure borélienne (finie) sur un espace topologique compact à laquelle font défaut les propriétés usuelles de régularité : ce n'est pas une mesure de Radon.
L'exemple date de 1939, et est dû à Jean Dieudonné.

## Définition
Soit {\displaystyle \Omega } le premier ordinal non dénombrable et {\displaystyle X} l'espace topologique {\displaystyle \Omega +1=[0,\Omega ]} (muni de la topologie de l'ordre), qui est un espace compact.
On définit une fonction d'ensembles {\displaystyle \mu } sur l'ensemble des parties de {\displaystyle X} par :
- {\displaystyle \mu (A)=1} si {\displaystyle A} ∪ {{\displaystyle \Omega }} contient un compact non dénombrable ;
- {\displaystyle \mu (A)=0} sinon.

La restriction de cette fonction d'ensembles à la tribu borélienne se révèle être une mesure de probabilité, qui ne prend que les valeurs 0 et 1 : la mesure de Dieudonné.

## Justification du fait queμest une mesure sur les boréliens
On peut montrer ceci en passant par les étapes intermédiaires suivantes :
Étape 1 : si {\displaystyle (K_{n})} est une suite de compacts non dénombrables de {\displaystyle X}, leur intersection est également un compact non dénombrable.
Preuve : La compacité est claire, il faut montrer la non-dénombrabilité de l'intersection des {\displaystyle K_{n}}, ce qui revient à montrer qu'elle contient des ordinaux dénombrables arbitrairement grands. Soit {\displaystyle \alpha } un ordinal dénombrable ; comme {\displaystyle K_{1}} n'est pas dénombrable, on peut choisir un ordinal dénombrable {\displaystyle \alpha _{1}} de {\displaystyle K_{1}} supérieur ou égal à {\displaystyle \alpha } ; de proche en proche on construit un {\displaystyle \alpha _{2}} de {\displaystyle K_{2}} supérieur ou égal à {\displaystyle \alpha _{1}} puis toute une suite croissante d'ordinaux dénombrables où {\displaystyle \alpha _{3}} est pris dans {\displaystyle K_{1}}, {\displaystyle \alpha _{4}} dans {\displaystyle K_{2}}, {\displaystyle \alpha _{5}} dans {\displaystyle K_{3}}, {\displaystyle \alpha _{6}} dans {\displaystyle K_{1}}, {\displaystyle \alpha _{7}} dans {\displaystyle K_{2}}, {\displaystyle \alpha _{8}} dans {\displaystyle K_{3}}, {\displaystyle \alpha _{9}} dans {\displaystyle K_{4}}, {\displaystyle \alpha _{10}} dans {\displaystyle K_{1}}, {\displaystyle \alpha _{11}} dans {\displaystyle K_{2}}, etc.
Cette suite croissante converge vers un ordinal dénombrable {\displaystyle \beta } plus grand que {\displaystyle \alpha }. Pour chaque  entier {\displaystyle n}, cet ordinal {\displaystyle \beta } est limite d'une suite d'éléments du fermé {\displaystyle K_{n}} et appartient donc à {\displaystyle K_{n}}. C'est ainsi un élément de leur intersection plus grand que {\displaystyle \alpha }.
Étape 2 : soit {\displaystyle B} et {\displaystyle C} deux parties de {\displaystyle X}. Si {\displaystyle \mu (B)=\mu (C)=1}, {\displaystyle B} et {\displaystyle C} se rencontrent.
Preuve : soit {\displaystyle K} un compact non dénombrable inclus dans {\displaystyle B} ∪ {{\displaystyle \Omega }} et {\displaystyle L} un compact non dénombrable inclus dans {\displaystyle C} ∪ {{\displaystyle \Omega }}. En appliquant l'étape 1 à la suite ({\displaystyle K}, {\displaystyle L}, {\displaystyle L}, {\displaystyle L}, ...), on trouve une infinité d'ordinaux éléments de {\displaystyle K} ∩ {\displaystyle L} mais pas égaux à {\displaystyle \Omega } ; ce sont autant d'éléments de {\displaystyle B} ∩ {\displaystyle C}.
Étape 3 : soit ℰ l'ensemble des parties {\displaystyle A} de {\displaystyle X} telles que {\displaystyle \mu (A)=1} ou {\displaystyle \mu (X}\ {\displaystyle A)=1}. Cet ensemble ℰ est une tribu.
Preuve : la présence du vide et la stabilité par complémentaire sont claires, il convient de vérifier la stabilité par réunion dénombrable. Soit {\displaystyle (A_{n})} une suite d'éléments de ℰ. Si l'un au moins vérifie  {\displaystyle \mu (A_{n})=1}, il est clair que leur réunion aussi, donc qu'elle est dans ℰ ; le seul cas posant difficulté est ainsi celui où {\displaystyle \mu (A_{n})=0} pour tout entier {\displaystyle n}. Par définition de ℰ, ceci entraîne que {\displaystyle \mu (X}\ {\displaystyle A_{n})=1} pour chaque {\displaystyle n}, donc qu'il existe un compact non dénombrable {\displaystyle K_{n}} inclus dans ({\displaystyle X}\ {\displaystyle A_{n})} ∪ {{\displaystyle \Omega }}. En appliquant l'étape 1 à l'intersection de cette suite de compacts non dénombrables, on constate que le complémentaire de la réunion des {\displaystyle A_{n}} est aussi un ensemble sur lequel {\displaystyle \mu } vaut 1.
Étape 4 : la restriction de {\displaystyle \mu } à la tribu ℰ est une mesure.
Preuve : Le point à vérifier est la σ-additivité. On va considérer une suite {\displaystyle (A_{n})} d'éléments de ℰ deux à deux disjoints.
- Au vu de l'étape 2, il est impossible qu'il y ait plus d'un indice {\displaystyle n} pour lequel {\displaystyle \mu (A_{n})=1} ;

- S'il y a exactement un indice {\displaystyle n} pour lequel {\displaystyle \mu (A_{n})=1}, l'additivité est évidente ;

- Supposons que {\displaystyle \mu (A_{n})=0} pour tout {\displaystyle n}. La preuve de l'étape 3 a montré que le complémentaire de la réunion des {\displaystyle A_{n}} était un ensemble sur lequel {\displaystyle \mu } prenait la valeur 1 ; l'étape 2 prouve donc que sur la réunion des {\displaystyle A_{n}}, {\displaystyle \mu } prend la valeur 0.

Étape 5 : tous les boréliens appartiennent à la tribu ℰ.
Preuve : la tribu borélienne étant engendrée par les fermés (c'est-à-dire ici les compacts), il suffit de montrer que tout compact est dans ℰ. On considère {\displaystyle K}, compact de {\displaystyle X}.
- Si {\displaystyle K} n'est pas dénombrable, il contient un compact non dénombrable (lui-même !) et donc {\displaystyle \mu (K)=1}, ce qui prouve que {\displaystyle K} est dans la tribu ℰ ;

- Si {\displaystyle K} est dénombrable, il existe un ordinal dénombrable {\displaystyle \alpha } strictement plus grand que tous les éléments de {\displaystyle K} \ {{\displaystyle \Omega }}. La considération du compact non dénombrable {\displaystyle [\alpha ,\Omega ]} montre alors que {\displaystyle \mu (X}\ {\displaystyle K)=1}, donc que {\displaystyle K} est dans ℰ.

## Propriétés
- La mesure de Dieudonné n'est pas extérieurement régulière : la mesure du singleton {{\displaystyle \Omega }} vaut 0, mais celle de tout ouvert le contenant vaut 1.
- Par passage au complémentaire sur cet exemple, on constate qu'elle n'est pas davantage intérieurement régulière : l'intervalle {\displaystyle [0,\Omega [} est de mesure 1, mais tout compact contenu dans cet intervalle est de mesure nulle.
- La mesure de Dieudonné montre que des conditions relativement techniques de régularité sont incontournables dans l'énoncé du théorème de Riesz de représentation par une mesure, même sur un espace compact : sur l'espace des fonctions continues de {\displaystyle X} vers R, la forme linéaire qui associe à chaque fonction {\displaystyle f} la valeur {\displaystyle f}({\displaystyle \Omega }) peut être représentée comme l'intégrale de {\displaystyle f} par rapport à la mesure de Dirac en {\displaystyle \Omega }, mais est aussi l'intégrale de {\displaystyle f} par rapport à la mesure de Dieudonné[2].